# 南角田駅
南角田駅（みなみかくだえき）は、宮城県角田市角田摺鉢にある阿武隈急行線の駅である。無人駅。キャッチフレーズは、「斗蔵の森」。

## 歴史
- 1986年（昭和61年）7月1日：開業[1]。

## 駅構造

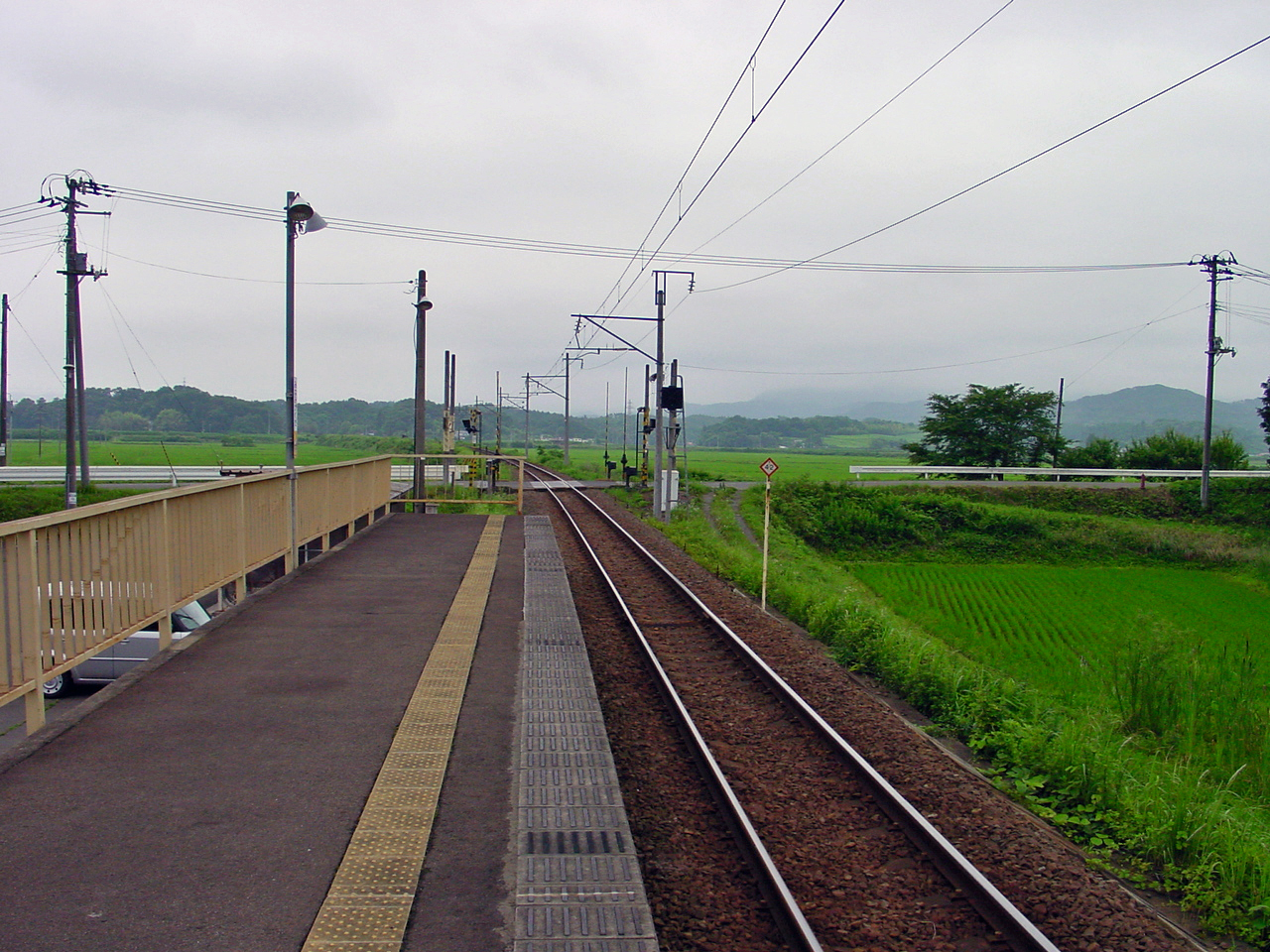
ホーム（2003年6月）

単式ホーム1面1線の地上駅。ホームには階段で出入りする。ホームに待合室がある。

## 利用状況
近年の乗車人員は以下の通りである。
| 乗降人員推移 | 乗降人員推移     |
| 年度         | 一日平均乗降人員 |
| ------------ | ---------------- |
| 2000         | 156              |
| 2001         | 138              |
| 2002         |                  |
| 2003         |                  |
| 2004         |                  |
| 2005         |                  |
| 2006         |                  |
| 2007         |                  |
| 2008         |                  |
| 2009         |                  |
| 2010         |                  |
| 2011         | 33               |
| 2012         | 36               |
| 2013         | 33               |
| 2014         | 32               |
| 2015         | 40               |
| 2016         | 33               |
| 2017         | 28               |
| 2018         | 24               |

## 駅周辺
駅の北と南に丘が稜線を伸ばし、角田市街からみるとその丘を隔てて南か南西に位置する。周りには水田が広がる。駅のキャッチフレーズの由来となった斗蔵山は、西へ約4 kmの地点にそびえる。
- 宮城県角田高等学校
- 角田城址

## 隣の駅
阿武隈急行
■阿武隈急行線
北丸森駅 - 南角田駅 - 角田駅